# Daniel Lind Lagerlöf
Daniel Lind Lagerlöf (n. 6 de febrero de 1969 en Estocolmo, Provincia de Estocolmo - f. 6 de octubre de 2011 cerca de Tanumshede, Bohuslän) fue un cineasta, guionista y productor sueco. Desde 2011 se encuentra en paradero desconocido y se le ha dado por muerto.
Su último trabajo del que se tuvo constancia antes de su desaparición fue Los crímenes de Fjällbacka, siendo el director de los cinco primeros episodios.

## Biografía

### Carrera
Lagerlöf empezó a trabajar en televisión como ayudante. En 1990 dirigió Föreställningen, siendo su primer film. Siete años después participaría en la producción televisiva sueco-noruega: Skärgårdsdoktorn. Hasta el año 2000 estuvo al cargo de la dirección de la serie policíaca Martin Beck basada en la novela de Maj Sjöwall y Per Wahlöö.
Su último trabajo completo fue la TV-movie de tres episodios: Bibliotekstjuven en la que participó su mujer como guionista.

### Vida personal
A comienzo de los años 90 conoció a Malin Holst, con la que se casaría poco después y con los que tuvo tres hijos.

### Desaparición
El 6 de octubre de 2011 desapareció sin dejar rastro en las inmediaciones de la Reserva Natural de Tjurpannan, donde buscaba localizaciones para la serie Los crímenes de Fjällbacka. Las autoridades cree que pudo haber sido arrastrado por las olas mar adentro mientras estaba situado sobre unas rocas. El incidente tuvo lugar a pocos kilómetros de Tanumshede, sin embargo no hubo testigos.
Tras dos días de búsqueda, no se halló ninguna pista sobre su paradero y se le dio por muerto. El 23 de agosto de 2013 se hallaron restos cerca del lugar de dónde desapareció, no obstante dieron negativos en los análisis.